# Politica del Texas
La Costituzione del Texas, in vigore dal 1876, organizza le istituzioni e definisce i diritti dei cittadini dello Stato. Come a livello nazionale, i poteri esecutivo, legislativo e giudiziario sono separati.

## Storia
Dal 1845 il Texas è uno dei 50 Stati che compongono gli Stati Uniti. Per circa 100 anni, dalla fine dell'era della Ricostruzione e sino al 1970, il Partito Democratico è sempre stato il partito dominante. In Texas ha infatti sempre vinto il candidato democratico per le presidenziali tranne che in cinque occasioni: nel 1928 (elezione del repubblicano Herbert Hoover), nel 1952 e 1956 (Dwight David Eisenhower) e nel 1972 (Richard Nixon).
Tuttavia, dal 1970 lo Stato è diventato una roccaforte del Partito Repubblicano: a partire dalla prima elezione di Ronald Reagan, i candidati repubblicani hanno sempre avuto la maggioranza dei voti.
Il presidente repubblicano George W. Bush, governatore del Texas tra il 1994 e il 2001, ha sempre ottenuto la maggioranza dei voti: alle elezioni del 2004 vinse infatti con il 61,09% dei voti contro il 38,22% del democratico John Kerry. Anche in quelle del 2008 la maggior parte dei texani votò a favore del candidato repubblicano John McCain, che raccolse il 55% dei voti contro il 44% per Barack Obama.
L'attuale governatore è il repubblicano Greg Abbott, in carica dal dicembre 2015. I precedenti erano stati Rick Perry e George W. Bush, che rinunciò poi alla conclusione del mandato poiché fu eletto presidente degli Stati Uniti nel novembre 2000. Abbot è il quarto governatore repubblicano del Texas in poco più di cento anni.
Molti sono i politici texani che nel corso della loro vita assunsero importanti funzioni politiche a livello nazionale: il presidente Lyndon Johnson (1964-1969), il vicepresidente John Nance Garner (1933-1941), lo speaker della camera dei rappresentanti Sam Rayburn (anni 1940-1961) e il senatore Ralph Yarborough (1957-1971). Anche il presidente Dwight D. Eisenhower nacque in questo Stato, ma dopo pochi anni si trasferì in Kansas.
Nel 117º Congresso statunitense (2021-2022) il Texas è rappresentato al Senato da due repubblicani (Ted Cruz e John Cornyn) e nella Camera dei Rappresentanti da 13 democratici e 23 repubblicani.

## Giustizia

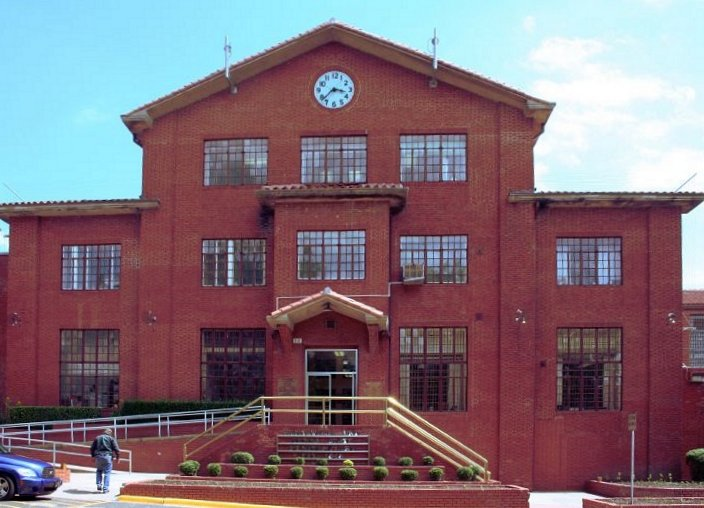
Carcere di Huntsville, Texas Department of Criminal Justice - Huntsville, Texas

L'8 novembre 2005 il Texas divenne il diciannovesimo Stato ad adottare una legge costituzionale che vieta il matrimonio gay, approvata con una schiacciante maggioranza (76,25% dei voti).

### Pena di morte
Texas è uno dei 37 Stati degli Stati Uniti in cui è praticata la pena di morte. Attualmente il metodo ufficiale è quello dell'iniezione letale. Il Texas è inoltre lo Stato americano dove sono state eseguite più condanne a morte: nel 2007, delle circa 402 esecuzioni compiute negli Stati Uniti, 26 hanno avuto luogo in Texas.
I seguenti reati prevedono la pena di morte: 
- Omicidio di un agente di pubblica sicurezza o di un pompiere.
- Omicidio durante un rapimento, una rapina, una violenza sessuale, un incendio doloso, un'ostruzione o una rappresaglia.
- Omicidio per remunerazione.
- Omicidio durante un'evasione dal carcere.
- Omicidio di un impiegato di un istituto correzionale.
- Omicidio commesso da un detenuto condannato a vita per uno dei seguenti crimini: omicidio, rapimento aggravato, violenza sessuale aggravata, furto aggravato.
- Pluriomicidio.
- Omicidio con efferatezza.
- Omicidio di un minore di 15 anni.

L'impiccagione fu l'unico mezzo di esecuzione tra il 1819 e il 1923. L'anno seguente venne introdotto l'uso della sedia elettrica. Uno dei più famosi giustiziati fu Raymond Hamilton, membro dell'associazione criminale Barrow Gang, ucciso tramite elettrocuzione il 10 maggio 1935 con l'accusa di omicidio.
Nel 1964 fu istituita de facto una moratoria sulla pena di morte, che causò una temporanea sospensione delle esecuzioni. Quando il 29 giugno 1972 la pena di morte fu ufficialmente dichiarata "punizione crudele ed inusuale" dalla Corte Suprema vi erano 45 uomini nel braccio della morte texano, le cui condanne furono tramutate in ergastoli.
Quando la pena fu reintrodotta nel 1974 il primo uomo a dover essere giustiziato era John Devries, che entrò nel braccio della morte il 15 febbraio di quell'anno e si suicidò nella propria cella impiccandosi con le lenzuola il 1º luglio.
Nel 1977 venne adottato il metodo dell'iniezione letale per le esecuzioni, utilizzato per la prima volta su Charlie Brooks il 7 dicembre 1982, condannato per il rapimento ed omicidio di un meccanico di Fort Worth. Il Texas divenne così il primo Stato ad adottare tale metodo. Inoltre dal 12 gennaio 1996 i parenti e gli amici più stretti della vittima del condannato possono assistere all'esecuzione.
Il braccio della morte (death row) dal 1928 al 1965 era situato nell'ala est della prigione di Huntsville; in seguito venne spostato in quella di Ellis. Il 9 giugno 2009 i detenuti erano 340, tra cui dieci donne. Il 30,9% erano bianchi, il 38,8% neri e il 29,1% latino-americani.

## Cariche politiche
Lo stato del Texas prevede un governatore, un vice governatore, un Attorney General, un tesoriere di stato (carica abolita nel 1996, dove si sono avuti fra gli altri Kay Bailey Hutchison, Ann Richards e Martha Whitehead) un addetto al controllo dei conti pubblici, un commissario al dipartimento dell'agricoltura (carica ricoperta fra gli altri da Jim Hightower, |Susan Combs e |Todd Staples) e un commissario di stato.

### Lista dei governatori e vice governatori del Texas
| #  | Governatori              | Mandato          | Mandato           | Vicegovernatore (1)            | Vicegovernatore (2)       | Partito      |
| #  | Governatori              | Inizio           | Termine           |                                |                           | Partito      |
| 1  | James Pinckney Henderson | 19 febbraio 1846 | 21 dicembre 1847  | Albert Clinton Horton          |                           | Democratico  |
| 2  | George T. Wood           | 21 dicembre 1847 | 21 dicembre 1849  | John Alexander Greer           |                           | Democratico  |
| 3  | Peter Hansborough Bell   | 21 dicembre 1849 | 23 novembre 1853  | John Alexander Greer           | James Wilson Henderson    | Democratico  |
| 4  | James W. Henderson       | 23 novembre 1853 | 21 dicembre 1853  | David Catchings Dickson        |                           | Democratico  |
| 5  | Elisha M. Pease          | 21 dicembre 1853 | 21 dicembre 1857  | David Catchings Dickson        | Hardin Richard Runnels    | Unionista    |
| 6  | Hardin R. Runnels        | 21 dicembre 1857 | 21 dicembre 1859  | Francis Lubbock                |                           | Democratico  |
| 7  | Sam Houston              | 12 dicembre 1859 | 16 marzo 1861     | Edward Clark                   |                           | Indipendente |
| 8  | Edward Clark             | 16 marzo 1861    | 7 novembre 1861   | John McClannahan Crockett      |                           | Democratico  |
| 9  | Francis Lubbock          | 7 novembre 1861  | 5 novembre 1863   | John McClannahan Crockett      |                           | Democratico  |
| 10 | Pendleton Murrah         | 5 novembre 1863  | 17 giugno 1865    | Fletcher Summerfield Stockdale |                           | Democratico  |
| 11 | Andrew J. Hamilton       | 17 giugno 1865   | 9 agosto 1866     |                                |                           | Militare     |
| 12 | James W. Throckmorton    | 9 agosto 1866    | 8 agosto 1867     | George Washington Jones        |                           | Democratico  |
| 13 | Elisha M. Pease          | 8 giugno 1867    | 30 settembre 1869 | James W. Flanagan              |                           | Repubblicano |
| 14 | Edmund J. Davis          | 8 gennaio 1870   | 15 gennaio 1874   | David Webster Flanagan         | Albert Jennings Fountain  | Repubblicano |
| 15 | Richard Coke             | 15 gennaio 1874  | 21 dicembre 1876  | Richard Bennett Hubbard        |                           | Democratico  |
| 16 | Richard B. Hubbard       | 21 dicembre 1876 | 21 gennaio 1879   |                                |                           | Democratico  |
| 17 | Oran M. Roberts          | 21 gennaio 1879  | 16 gennaio 1883   | Joseph Draper Sayers           | Leonidas Jefferson Storey | Democratico  |
| 18 | John Ireland             | 16 gennaio 1883  | 20 gennaio 1887   | Francis Marion Martin          | Barnett Gibbs             | Democratico  |
| 19 | Lawrence Sullivan Ross   | 18 gennaio 1887  | 20 gennaio 1891   | Thomas Benton Wheeler          |                           | Democratico  |
| 20 | Jim Hogg                 | 20 gennaio 1891  | 15 gennaio 1895   | George Cassety Pendleton       | Martin McNulty Crane      | Democratico  |
| 21 | Charles A. Culberson     | 15 gennaio 1895  | 17 gennaio 1899   | George Taylor Jester           |                           | Democratico  |
| 22 | Joseph D. Sayers         | 17 gennaio 1899  | 20 gennaio 1903   | James Nathan Browning          |                           | Democratico  |
| 23 | S. W. T. Lanham          | 20 gennaio 1903  | 15 gennaio 1907   | George D. Neal                 |                           | Democratico  |
| 24 | Thomas Mitchell Campbell | 15 gennaio 1907  | 17 gennaio 1911   | Asbury Bascom Davidson         |                           | Democratico  |
| 25 | Oscar Branch Colquitt    | 17 gennaio 1911  | 19 gennaio 1915   | Asbury Bascom Davidson         | William Harding Mayes     | Democratico  |
| 26 | James E. "Pa" Ferguson   | 19 gennaio 1915  | 25 agosto 1917    | William Pettus Hobby           |                           | Democratico  |
| 27 | William P. Hobby         | 25 agosto 1917   | 18 gennaio 1921   | William Pettus Hobby           | Willard Arnold Johnson    | Democratico  |
| 28 | Pat Morris Neff          | 18 gennaio 1921  | 20 gennaio 1925   | Lynch Davidson                 | Thomas Whitfield Davidson | Democratico  |
| 29 | Miriam A. "Ma" Ferguson  | 20 gennaio 1925  | 17 gennaio 1927   | Barry Miller                   |                           | Democratico  |
| 30 | Dan Moody                | 17 gennaio 1927  | 20 gennaio 1931   | Barry Miller                   |                           | Democratico  |
| 31 | Ross S. Sterling         | 20 gennaio 1931  | 17 gennaio 1933   | Edgar E. Witt                  |                           | Democratico  |
| 32 | Miriam A. "Ma" Ferguson  | 17 gennaio 1933  | 15 gennaio 1935   | Edgar E. Witt                  |                           | Democratico  |
| 33 | James V. Allred          | 15 gennaio 1935  | 17 gennaio 1939   | Walter Frank Woodul            |                           | Democratico  |
| 34 | W. Lee O'Daniel          | 17 gennaio 1939  | 4 agosto 1941     | Coke Robert Stevenson          |                           | Democratico  |
| 35 | Coke R. Stevenson        | 4 agosto 1941    | 21 gennaio 1947   | John Lee Smith                 |                           | Democratico  |
| 36 | Beauford H. Jester       | 21 gennaio 1947  | 11 luglio 1949    | Robert Allan Shivers           |                           | Democratico  |
| 37 | Robert Allan Shivers     | 11 luglio 1949   | 15 gennaio 1957   | Ben Ramsey                     |                           | Democratico  |
| 38 | Price Daniel             | 15 gennaio 1957  | 21 gennaio 1963   | Ben Ramsey                     |                           | Democratico  |
| 39 | John Connally            | 15 gennaio 1963  | 21 gennaio 1969   | Preston Earnest Smith          |                           | Democratico  |
| 40 | Preston Smith            | 21 gennaio 1969  | 16 gennaio 1973   | Ben Barnes                     |                           | Democratico  |
| 41 | Dolph Briscoe            | 16 gennaio 1973  | 16 gennaio 1979   | William Pettus Hobby           |                           | Democratico  |
| 42 | Bill Clements            | 16 gennaio 1979  | 18 gennaio 1983   | William Pettus Hobby           |                           | Repubblicano |
| 43 | Mark White               | 18 gennaio 1983  | 20 gennaio 1987   | William Pettus Hobby           |                           | Democratico  |
| 44 | Bill Clements            | 20 gennaio 1987  | 15 gennaio 1991   | William Pettus Hobby           |                           | Repubblicano |
| 45 | Ann Richards             | 15 gennaio 1991  | 17 gennaio 1995   | Bob Bullock                    |                           | Democratico  |
| 46 | George W. Bush           | 17 gennaio 1995  | 21 dicembre 2000  | Bob Bullock                    | Rick Perry                | Repubblicano |
| 47 | Rick Perry               | 21 dicembre 2000 | 20 gennaio 2015   | Bill Ratliff                   | David Dewhurst            | Repubblicano |
| 48 | Greg Abbott              | 20 gennaio 2015  | presente          | Dan Patrick                    |                           | Repubblicano |

## Il governo locale

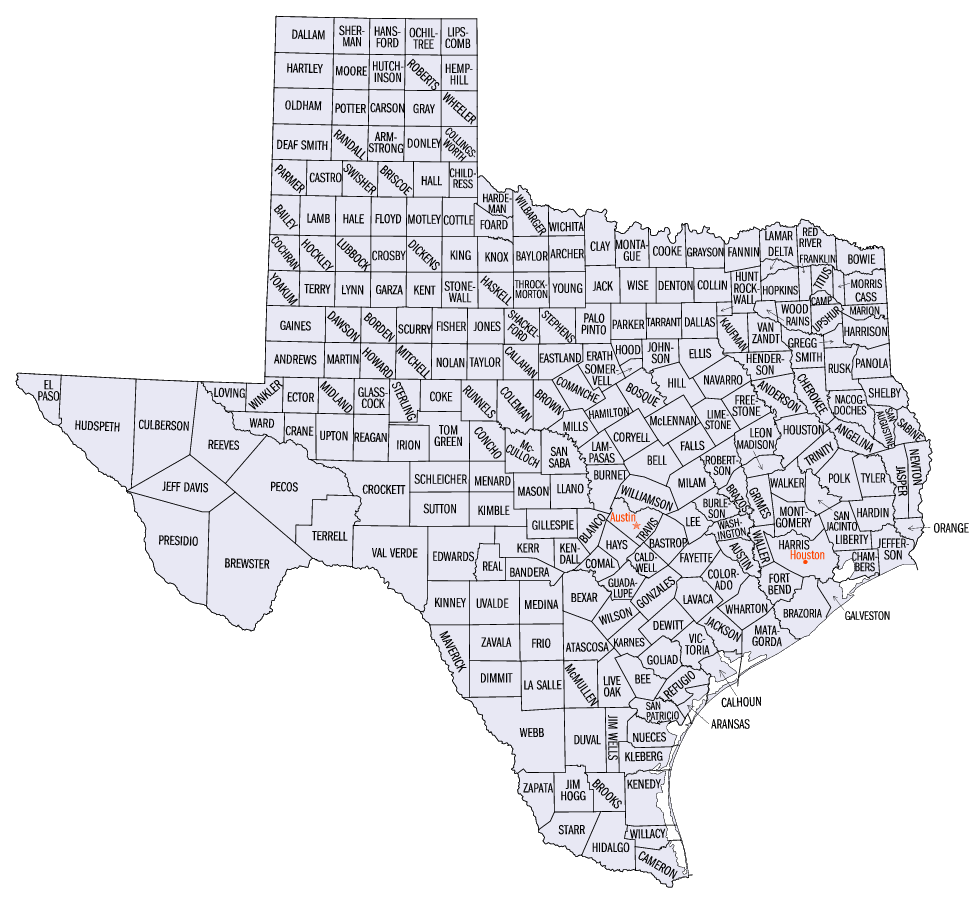
Contee del Texas.

Il Texas è diviso in 32 distretti elettorali in cui sono eletti i deputati alla Camera dei rappresentanti degli Stati Uniti. Il numero dei rappresentanti è proporzionale alla popolazione dello Stato e pertanto il Texas è al secondo posto dopo la rappresentanza californiana.
Il territorio è anche diviso in 254 contee, il numero più grande tra gli Stati del paese.
La più grande è la Contea di Brewster, la più piccola quella di Rockwall.
Le contee funzionano come delle divisioni amministrative e non hanno alcuna giurisdizione sovrana propria. Sono autorità decentrate e il loro ruolo è quello di applicare la legge locale dello Stato. Le contee sono responsabili per la polizia locale, i servizi pubblici, le biblioteche, la raccolta di statistiche essenziali, e di predisporre certificati di nascita, matrimonio e morte. Sono amministrate da una commissione (Commissioners' Court) di cinque membri che prendono decisioni a maggioranza assoluta su diversi temi come tasse e bilancio. Un importante funzionario della contea è lo sceriffo (in inglese sheriff), responsabile per la polizia.